# تانغروا
في الأساطير الماورية، تانغروا (بالإنجليزية: Tangaroa or Takaroa)‏ هو واحد من الآلهة العظيمة، إله البحر. بعد انضمامه إلى إخوانه رونجو، وتوماتوينغا، وهوميا، وتان في الفصل القسري لوالديهم، تعرض لهجوم من قِبل شقيقه توهاريماتيا، إله العواصف، وأجبر على الاختباء في البحر. تانغروا هو والد العديد من الكائنات البحرية.
مرعوبة من هجوم توهيميت، تبحث الأسماك عن ملجأ في البحر والزواحف في الغابات. منذ ذلك الحين، قامت بين تانغروا وتان، إله الغابات، ضغينة؛ لأنه يوفر ملاذاً لأطفاله الهاربين (غراي 1971: 1-5).
يصور تانغروا أحيانًا كحوت.

## قائمة المراجع
- W. W. Gill, Myths and Songs of the South Pacific (Henry S. King: London), 1876.
- G. Grey, Nga Mahi a Nga Tupuna, fourth edition. First published 1854. (Reed: Wellington), 1971.
- M. Orbell, The Concise Encyclopedia of Māori Myth and Legend (Canterbury University Press: Christchurch), 1998.
- E. Shortland, Maori Religion and Mythology (Longman, Green: London), 1882.
- E. R. Tregear, Maori-Polynesian Comparative Dictionary (Lyon and Blair: Lambton Quay), 1891.
- A. Smith, Songs and Stories of Taranaki from the Writings of Te Kahui Kararehe (MacMillan Brown Centre for Pacific Studies: Christchurch), 1993.
- J. White, The Ancient History of the Maori, 6 Volumes (Government Printer: Wellington), 1887–1891.

## روابط خارجية
- Tangaroa in Te Ara – the Encyclopedia of New Zealand